# Pseudonymphidia
Pseudonymphidia is een geslacht van vlinders uit de familie van de prachtvlinders (Riodinidae), onderfamilie Riodininae.
Pseudonymphidia werd in 1985 voor het eerst wetenschappelijk beschreven door Callaghan.

## Soorten
Pseudonymphidia omvat de volgende soorten:
- Pseudonymphidia agave (Godman & Salvin, 1886)
- Pseudonymphidia clearista (Butler, 1871)